# هامينا (فئة زورق صواريخ)
زوارق هامينا هي فئة من زوارق الصواريخ السريعة بالبحرية الفنلندية،  وتصنف أيضاً على أنها "ohjusvene" وهو ما يعني حرفيا «زورق صواريخ» في اللغة الفنلندية.

## التاريخ

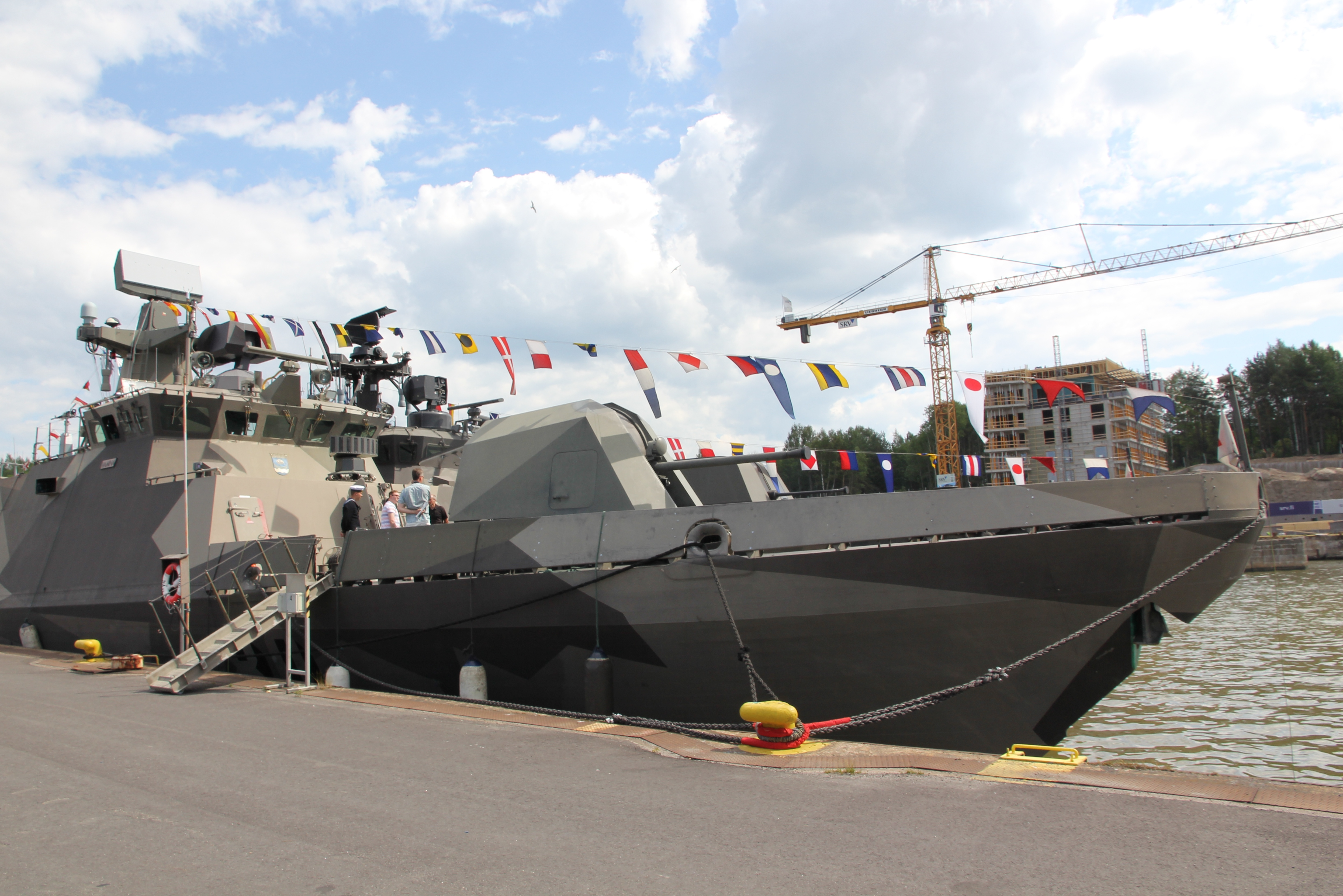
زورق الصواريخ (Hamina (80

تم بناء سفن هذه الفئة في أواخر التسعينات وبدايات الألفية الثانية، وهي تمثل الجيل الرابع من زوارق الصواريخ الفنلندية. وقد تم الأمر ببناء الزورق الأول في ديسمبر 1996 بينما تم تسليم الرابع في 19 يونيه 2006. ومنذ تدشين فئة زورق الصواريخ هلسينكي، سميت كل الزوارق باسم المدن الساحلية الفنلندية. وقد عرفت الفئة -في السابق- أيضا باسم راوما 2000 خلفاً لسابقتها في Rauma class.
وتشكل الزوارق الأربعة ما تدعوه البحرية الفنلندية بالسرب 2000 ((بالفنلندية: Laivue 2000)‏). وفي البداية إعتمدت البحرية الفنلندية العديد من المكونات المختلفة لتشكيل السرب الجديد، ولكن عند نقطة ما، كان كل ماتم بناؤه هو زورقين فقط من الفئة هامينا، وأربعة حوامات من فئة  Tuuli-class ACV. وبعد التحول الاستراتيجي في دور البحرية الفنلندية، فإن تشكيل سرب 2000 قد حذا حذوها. ولم يكن النموذج المبدئي للفئة  Tuuli-class مجهزا تجهيزا كاملا، ولم يتم إعداده للاستخدام التشغيلي، وتم إلغاء شقيقاته الثلاث، وعوضاً عن ذلك تم بناء زورقين من الفئة هامينا مع استخدام بعض التجهيزات التي كانت معدة لحوامات Tuuli.
وقد تم تسليم الزورق الرابع والأخير من فئة هامينا في صيف 2006.
هذا السرب بلغ مستوى القدرة التشغيلية الكاملة في عام 2008،  وقد كان سبباً في رفع كبير لقدرات مراقبة السطح والمراقبة الجوية، فضلا عن قدرات الدفاع الجوي بالبحرية الفنلندية. وكانت باقة المراقبة الإلكترونية سبباً في ازدياد دقة المعلومات التي يتم توفيرها للقادة العسكريين.
وجميع زوارق الفئة بنيت في حوض Aker Finnyards لبناء السفن في راوما بفنلندا. وأعتبرت القاعدة البحرية في Upinniemi هي القاعدة الأم لكل زوارق الفئة.

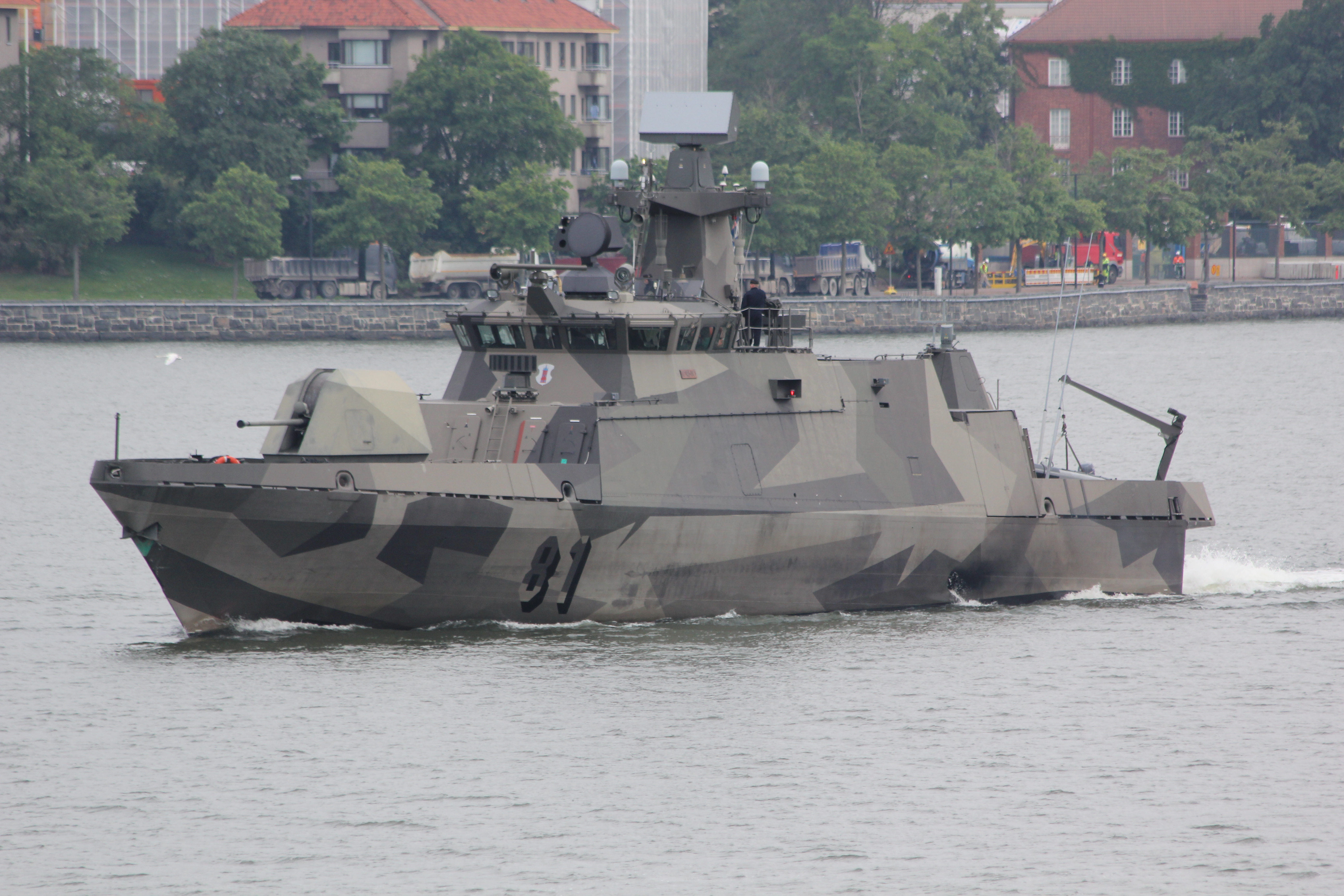
Tornio 81

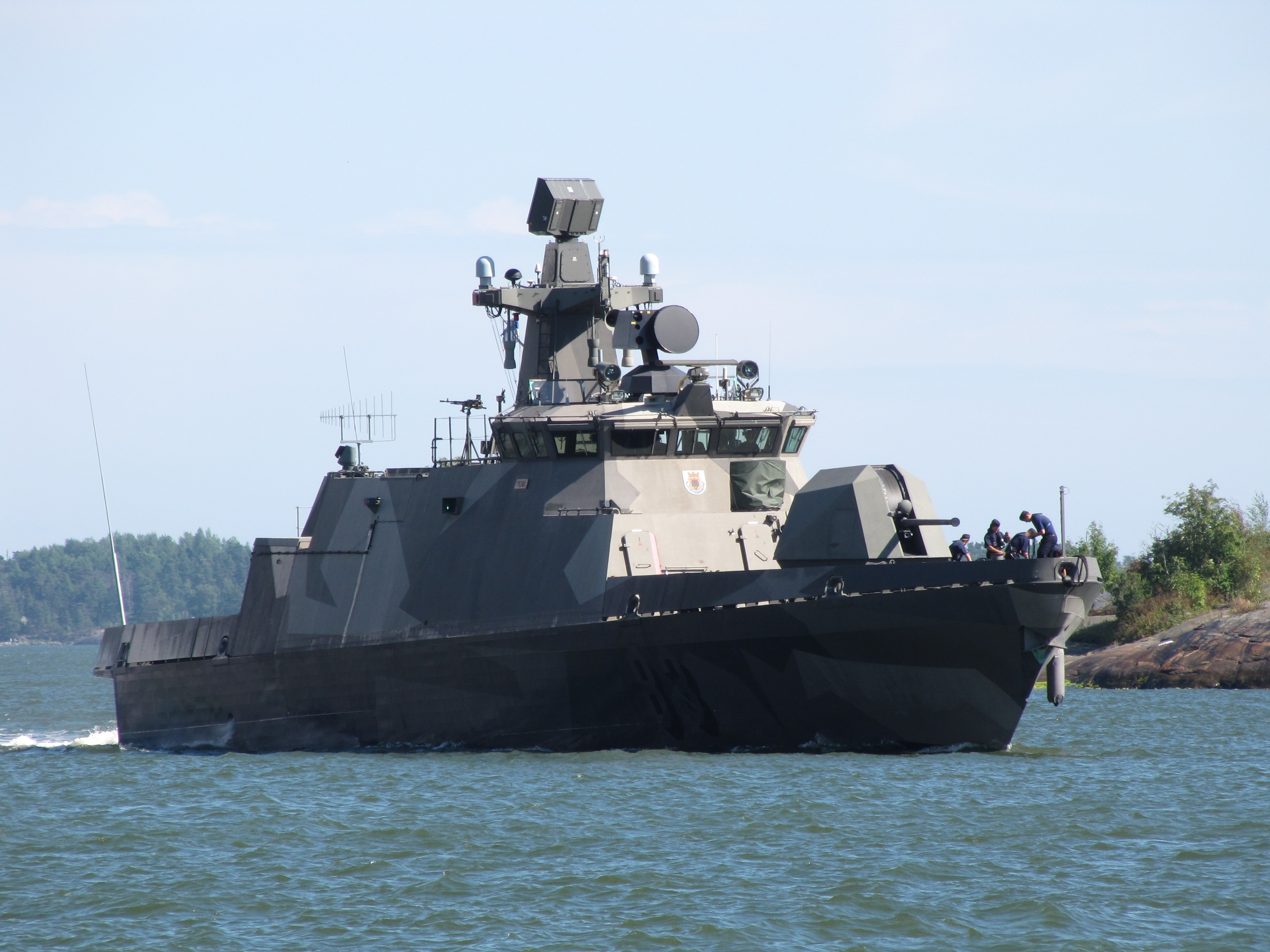
Pori 83

وفي مارس من عام 2014 أعلن أن زوارق الصواريخ من فئة هامينا سيتم ترقيتها في المستقبل القريب.

### ترقية منتصف العمر
في الرابع من يناير 2018 أعلنت شركة Partia عن توقيعها اتفاقية مع قوات الدفاع الفنلندية لتطوير وصيانة زوارق الصواريخ من فئة هامينا.

وتشكل هذه العملية جزءاً من برنامج تنمية القدرات البحرية الفنلندية، بالعمل على إصلاح هذه السفن، والذي من شأنه أن يضمن استمرار قدرات الدفاع البحري في الفترة الفاصلة بين إخراج صواريخ الهجوم السريع من طراز راوما وإدخال سرب الكورفيتات 2020 في الخدمة.
وتبلغ القيمة الإجمالية لعقد التسليم حوالي 170 مليون يورو (بدون ضريبة القيمة المضافة).

## التصميم
شيدت هياكل الزوارق من الألومنيوم، بينما استعملت ألياف الكربون المركبة في بناء البنى الفوقية Superstructures. ولهذه الزوارق إزاحة منخفضة ومعدل مناورة عالي. وهي مجهزة بمضخات الماء النفاثة  بدلا من المراوح، وتسمح هذه المضخات للزوارق بالعمل في المياه الضحلة، كما تسمح لها بالتعجيل، والإبطاء، والانحراف والدوران بطرق غير تقليدية.
الزوارق من فئة هامينا قوية وفعالة، وتضم قدرات مراقبة، وقوة نيرانية بمستوى لايتوفر عادة إلا في سفن في ضعف حجم هذه الزوارق.

### تكنولوجيا الشبحية
تم تصميم وبناء زوارق الصواريخ فئة  هامينا كزوارق شبحية  وبالحد الأدنى للبصمات الرادارية والمغناطيسية والحرارية.
وقد تصميم شكل الزورق بحيث يخفض من البصمة الرادارية. وتم تغطية أجزاء معدنية بمواد ماصة للرادار Radar Absorbent Material RAM ، والأجزاء المبنية من المواد المركبة الرادار تتضمن المواد الماصة للرادار في تكوينها. واستخدمت المواد الشفافة رادارياً حيثما تطلب الأمر ذلك.
وعلى عكس الألياف الزجاجية فإن ألياف الكربون تعيق موجات الراديو. وهذا يحمي إلكترونيات الزورق ضد النبض الكهرومغناطيسي. وبالإضافة إلى ذلك فهي تمنع أي إشارات لترددات الراديو والناتجة عن الأجهزة الإلكترونية للزورق من التسرب للخارج. وباستثناء الجسر، لا يوجد نوافذ بالزورق تسمح للإشارات بالهروب.
ولا يحتوي الزورق على أي أجزاء من الصلب، وبالتالي فإن المجال المغناطيسي المتولد يكون منخفضاً للغاية. والمجال المغناطيسي المتبقي بنشاط يتم إلغاؤه بنشاط بواسطة المغناطيسات الكهربائية.
أما غازات العادم فيمكن توجيهها تحت الماء لتقليل البصمة الحرارية، أو إلى أعلى في الهواء لتقليل الصوت في توجيه الغواصات. ويمكن أن تستخدم 50 فوهة حول الهيكل والطوابق العليا لرش رذاذ مياه البحر على الزورق لتبريده.
وبالإضافة إلى ذلك،  يمكن استخدام هذه الفوهات لتنظيف السفينة بعد هجوم كيميائي أو وقوع نشاط إشعاعي.

### التسليح
تضم زوارق الفئة هامينا أحدث تقنيات المراقبة والتسليح، مدمجة جميعها في نظام قيادة متطور. ويمكن  لزورق من هذه الفئة أن يقوم بالرصد في مدى يصل إلى 200 كم «رصد جوي» ويمكن لصواريخ سطح- جو المزود بها وهي من طراز اومكونتو Umkhonto أن تشتبك مع ثمانية طائرات -في وقت واحد- كحد أقصى في مدى يصل إلى 14 كيلومتر، في حين أن الصواريخ المضادة للسفن والمزود بها هذا الزورق، يفوق مداها 250 كيلومتر.
والتسليح الأساسي لزورق من فئة هامينا هو أربعة صواريخ ار بي أس-15 RBS-15 Mk.3 مضادة للسفن. وكل من زوارق الفئة مزود أيضاً بمدفع Bofors عيار 57 ملم لمكافحة كل من سفن السطح والأهداف الجوية، علاوة على صواريخ اومكونتو Umkhonto-IR سطح-جو للدفاع الجوي، علاوة على منظومة شراكية  MASS decoy system ، ورشاشان ثقيلان من عيار 12.7 ملم. ومن الممكن أيضا استخدام هذه الزوارق في نشر الألغام.

## السفن
FNS Hamina
الرقم المتسلسل: 80
البناة: Aker Finnyards
تاريخ الطلب: ديسمبر 1996
دخول الخدمة: 24 أغسطس 1998
القاعدة: Upinniemi
الحالة: في الخدمة الفعلية.
FNS Tornio
الرقم المتسلسل: 81
البناة: Aker Finnyards
تاريخ الطلب: 15 فبراير 2001
دخول الخدمة: 12 مايو 2003،
القاعدة: Upinniemi
الحالة: في الخدمة
FNS Hanko
الرقم المتسلسل: 82
البناة: Aker Finnyards
تاريخ الطلب: 3 ديسمبر 2003
دخول الخدمة: 22 يونيو 2005
القاعدة: Upinniemi
الحالة: في الخدمة
FNS Pori
الرقم المتسلسل: 83
البناة: Aker Finnyards
تاريخ الطلب: 15 فبراير 2005
دخول الخدمة: 19 يونيو 2006
القاعدة: Upinniemi
الحالة: في الخدمة